# KYMA Servizi
KYMA Servizi è la principale azienda municipalizzata che gestisce i servizi pubblici In House, il bike sharing e la sosta tariffata della città di Taranto. La società è interamente partecipata dal comune stesso.
Fa parte della KYMA Holding.

## Storia
L'azienda, nasce insieme agli altri rami di KYMA Mobilità ed Ambiente il 1º dicembre 2022, a seguito dell'unione di più servizi nel gruppo KYMA.

## L'azienda oggi
KYMA Servizi ha per oggetto l’offerta di servizi tecnici specialistici e di manutenzione a supporto dell’attività di gestione del patrimonio immobiliare dell’Ente civico secondo il modello delle società in “house providing”.
Gestisce, i parcheggi a pagamento nella città di Taranto (ovvero la sosta tariffata) e il bike sharing.

## Sedi
La sede è ubicata in Via delle Fornaci n. 4 nella città di Taranto.